# 나리타 렌
나리타 렌(成田蓮, 1997년 11월 29일 ~ )는 일본의 프로레슬링 선수이다. 현재 신일본 프로레슬링 소속이다.

## 성장 과정
학창 시절에는 검도와 야구를 했었다.

## 경력
2016년 4월, 신일본 프로레슬링 소속이 되었다. 약 1년 이상의 연습생 기간을 거쳐 2017년 7월 4일, 신주쿠 FACE에서 개최된 LION'S GATE PROJECT 7 무대에서 우미노 쇼타를 상대로 데뷔하였으나, 경기는 무승부가 되었다.
2017년 10월부터 12월에 걸쳐 개최된 영 라이언 컵에서 4무 1패에 그쳤다.